# Ana Polo Alonso
Ana Polo Alonso (Barcelona, 28 de mayo de 1981) es una politóloga y escritora española especializada en comunicación, liderazgo e historia de las mujeres, especialmente de la realeza. Ha escrito Sissi. La verdadera historia de Elizabeth, emperatriz de Austria y reina de Hungría y La reina. La increíble historia de Isabel II. Además, colabora habitualmente con prensa, es tertuliana en el programa Tot es mou de TV3 y ha aparecido en varios programas de La Sexta.  

## Formación
Se licenció en Ciencias Políticas en la universidad Pompeu Fabra de Barcelona, estudió un Máster en Gestión Pública y realizó cursos de Relaciones Internacionales en la universidad de Harvard. 

## Trayectoria
Comenzó haciendo prácticas en la Fundación Barcelona Promoción de la Cámara de Comercio y en el Instituto Catalán de las Mujeres. En este último, ayudó en la elaboración de propuestas de ley para avanzar en la igualdad de hombres y mujeres. Luego colaboró con el Fórum Mundial de Mujeres, donde se encargó del área de comunicación y relación con los medios. Más tarde pasó al Ayuntamiento de Barcelona y también colaboró con organismos internacionales. Ha sido asesora en diferentes campañas electorales y ha trabajado como experta en comunicación y escritora de discursos para varios políticos nacionales.En el año 2012 fue voluntaria en la campaña presidencial de Barack Obama en Nueva York.
Ana Polo también fue profesora universitaria en la ESERP Business School de Barcelona, donde dio clases a estudiantes de grado y máster. Además, colaboró en la revista de libros de la London School of Economics.
Actualmente, además de asesora política, es la impulsora de Readers Allies, una iniciativa pionera para promocionar la lectura y la comprensión lectora entre jóvenes y niños. También colabora con prensa, radio y televisión. Desde el mayo del 2021 es tertuliana en el programa Tot es mou de la Televisión de Cataluña. Desde septiembre del 2022 aparece en varios programas de La Sexta. 

## Libros
En mayo de 2022 publicó Sissi. La verdadera historia de Elisabeth, emperatriz de Austria y reina de Hungría (Esfera de los Libros), sobre la mítica Sissi. El libro desvela nuevos datos sobre la icónica emperatriz de Austria, sobre todo en lo que respecta a su personalidad, matrimonio, sexualidad y salud mental. La biografía ha situado a Sissi como uno de los primeros fenómenos mediáticos de masas, el antecedente de personalidades como Jackie Kennedy o la princesa Diana de Gales. También revela cómo la emperatriz de Austria fue víctima de una de las primeras campañas mediáticas internacionales de amarillismo. El libro fue el primero en desvelar que Sissi podría haber sido bisexual. 
En septiembre del 2022 se anunció que Ana Polo Alonso sacaría a principios de octubre La reina. La increíble historia de Isabel II, la primera biografía en español de la reina de Inglaterra. 